# Плезант-Прері (Вісконсин)
Плезант-Прері (англ. Pleasant Prairie) — селище (англ. village) в США, в окрузі Кеноша штату Вісконсин. Населення — 21 250 осіб (2020).

## Географія
Плезант-Прері розташований за координатами 42°31′36″ пн. ш. 87°53′18″ зх. д. / 42.52667° пн. ш. 87.88833° зх. д. (42.526679, -87.888302).  За даними Бюро перепису населення США в 2010 році селище мало площу 87,11 км², з яких 86,32 км² — суходіл та 0,80 км² — водойми.

## Демографія
Згідно з переписом 2010 року, у селищі мешкало 19 719 осіб у 7272 домогосподарствах у складі 5372 родин. Густота населення становила 226 осіб/км².  Було 7753 помешкання (89/км²).
Расовий склад населення:
| - 91,1 % — білих - 2,5 % — чорних або афроамериканців - 1,7 % — азіатів - 0,4 % — корінних американців - 0,1 % — вихідців з тихоокеанських островів - 2,4 % — осіб інших рас |

До двох чи більше рас належало 1,9 %. Частка іспаномовних становила 6,8 % від усіх жителів.
За віковим діапазоном населення розподілялося таким чином: 25,5 % — особи молодші 18 років, 61,7 % — особи у віці 18—64 років, 12,8 % — особи у віці 65 років та старші. Медіана віку мешканця становила 41,3 року. На 100 осіб жіночої статі у селищі припадало 96,6 чоловіків;  на 100 жінок у віці від 18 років та старших — 94,1 чоловіків також старших 18 років.
Середній дохід на одне домашнє господарство  становив 90 969 доларів США (медіана — 72 129), а середній дохід на одну сім'ю — 109 169 доларів (медіана — 88 734). Медіана доходів становила 58 107 доларів для чоловіків та 45 687 доларів для жінок. За межею бідності перебувало 8,1 % осіб, у тому числі 10,6 % дітей у віці до 18 років та 3,5 % осіб у віці 65 років та старших.
Цивільне працевлаштоване населення становило 9812 осіб. Основні галузі зайнятості: освіта, охорона здоров'я та соціальна допомога — 23,5 %, виробництво — 18,5 %, роздрібна торгівля — 11,3 %, мистецтво, розваги та відпочинок — 8,5 %.